# Monti Sartorius

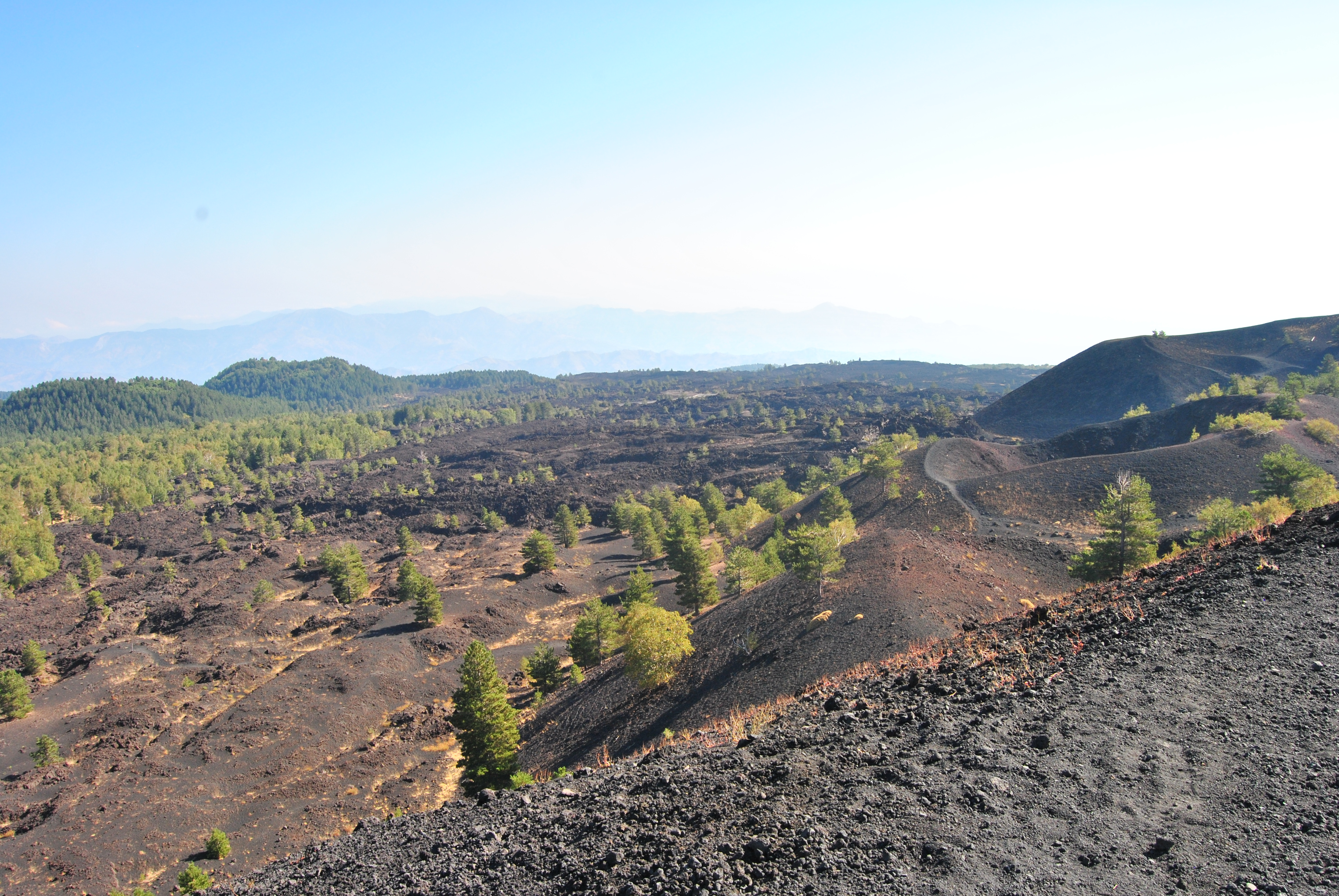
La bottoniera dei Monti Sartorius

I Monti Sartorius sono coni piroclastici che si trovano sul versante Est-Nord/Est dell'Etna nell'area del comune di Sant'Alfio ove raggiungono la quota di 1660 metri.

## Storia
I monti si formarono durante l'eruzione dell'Etna del 1865 e prendono il nome dallo scienziato tedesco Wolfgang Sartorius von Waltershausen che per primo disegnò una mappa completa dell'area Etnea, pubblicata nel libro postumo Der Aetna nel 1880 grazie ad Arnold von Lasaulx. La colata lavica diede origine a sette coni allineati chiamati bottoniera.